# Alaküla (Lääneranna)
Alaküla is een plaats in de Estlandse gemeente Lääneranna, provincie Pärnumaa. De plaats heeft de status van dorp (Estisch: küla).
Tot in oktober 2017 lag Alaküla in de gemeente Lihula, provincie Läänemaa. In die maand werd de gemeente Lihula bij Lääneranna in de provincie Pärnumaa gevoegd.

## Bevolking
Het dorp had 70 inwoners op 31 december 2011 en 61 inwoners op 31 december 2021.